# Saint-Alban (Québec)
Pour les articles homonymes, voir Saint-Alban.
Saint-Alban est une municipalité dans la municipalité régionale de comté, MRC Portneuf au Québec (Canada), située dans la région administrative de la Capitale-Nationale. 

## Toponymie
Elle est nommée en l'honneur d'Alban de Verulamium.

## Histoire
Les premiers colons de Saint-Alban sont arrivés vers 1830 et la paroisse catholique a été fondée en 1856, détachée de Saint-Joseph-de-Deschambault. En 1918, le village (noyau central) et la paroisse se séparent, comme il était courant à cette époque, pour se refusionner en 1991. L'histoire de Saint-Alban est également marquée par le plus important glissement de terrain qu'ait connu le Canada et qui, le 27 avril 1894, déplaça six kilomètres carrés de sol, provoquant ainsi le détournement de la rivière.

## Géographie
Le vaste territoire de Saint-Alban comprend plusieurs fermes laitières dans sa partie sud, traversée par la rivière Sainte-Anne, et est couvert de forêts et de lacs dans sa partie nord. Plusieurs grottes, et abris sous roche en font un endroit apprécié des spéléologues.

### Hydrographie
La Sainte-Anne délimite le sud-est de la municipalité puis y coule vers le sud-ouest en passant au sud du village. 
À partir du lac Montauban, dans le nord-est, la rivière Noire traverse la municipalité vers le sud-ouest.
La rivière Blanche, un affluent de la rivière Noire, traverse brièvement l'ouest de la municipalité vers le sud.
|  |

La rivière Blanche à Saint-Alban.
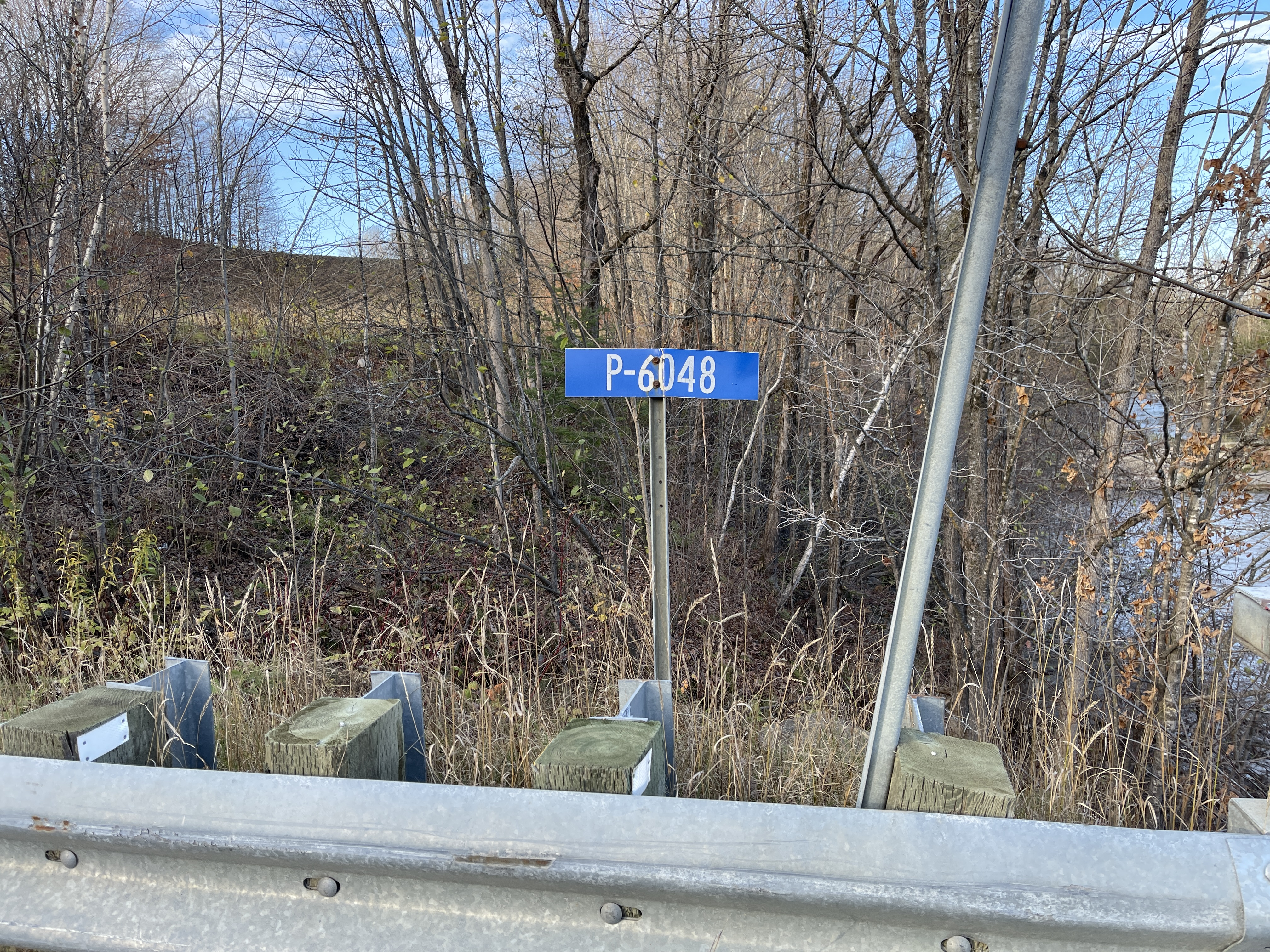
Panneau du pont à poutres en acier P-6048[5], rang de la Rivière Blanche, Saint-Alban.
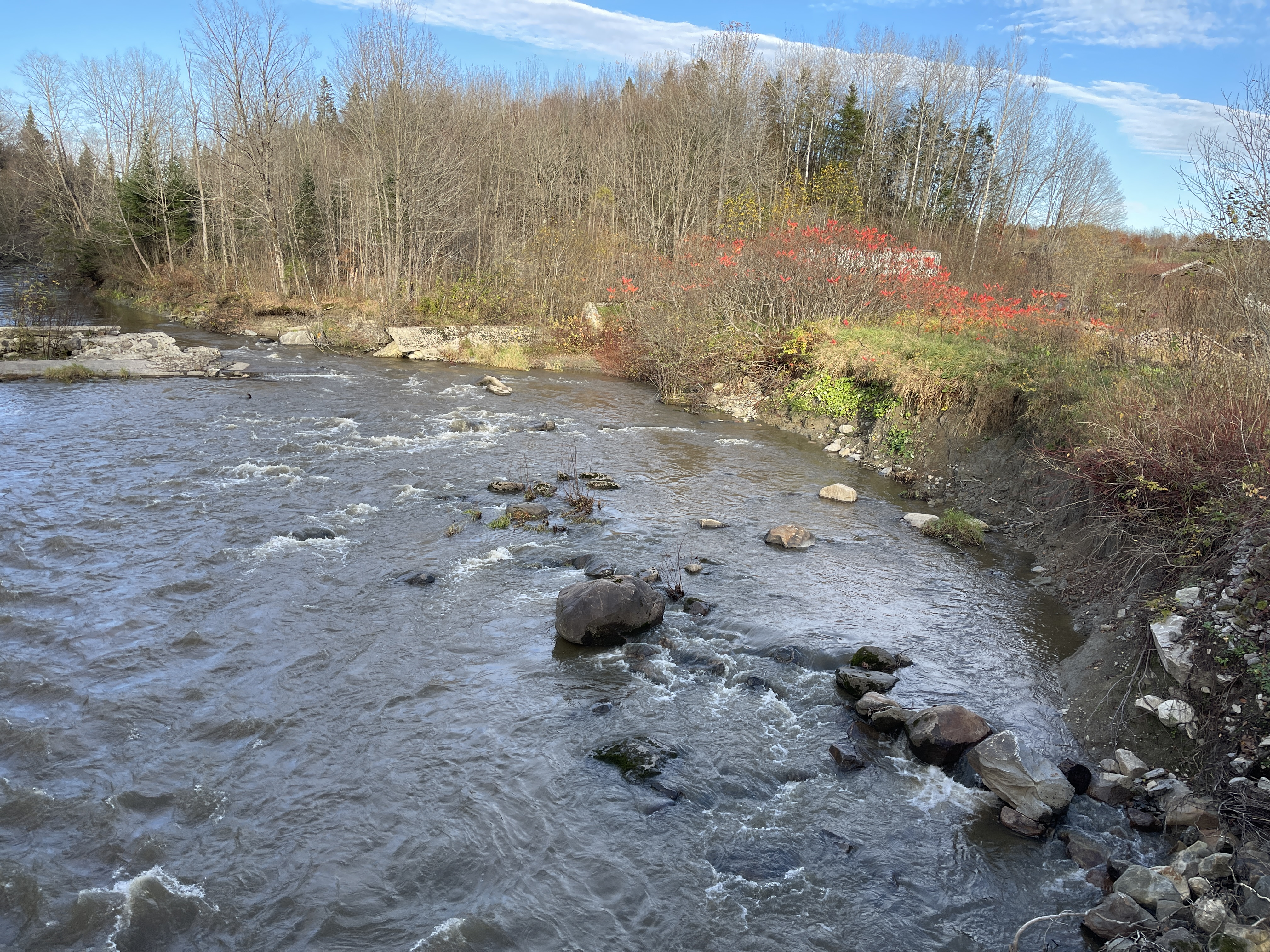
Du P-6048, rang de la Rivière Blanche, Saint-Alban.
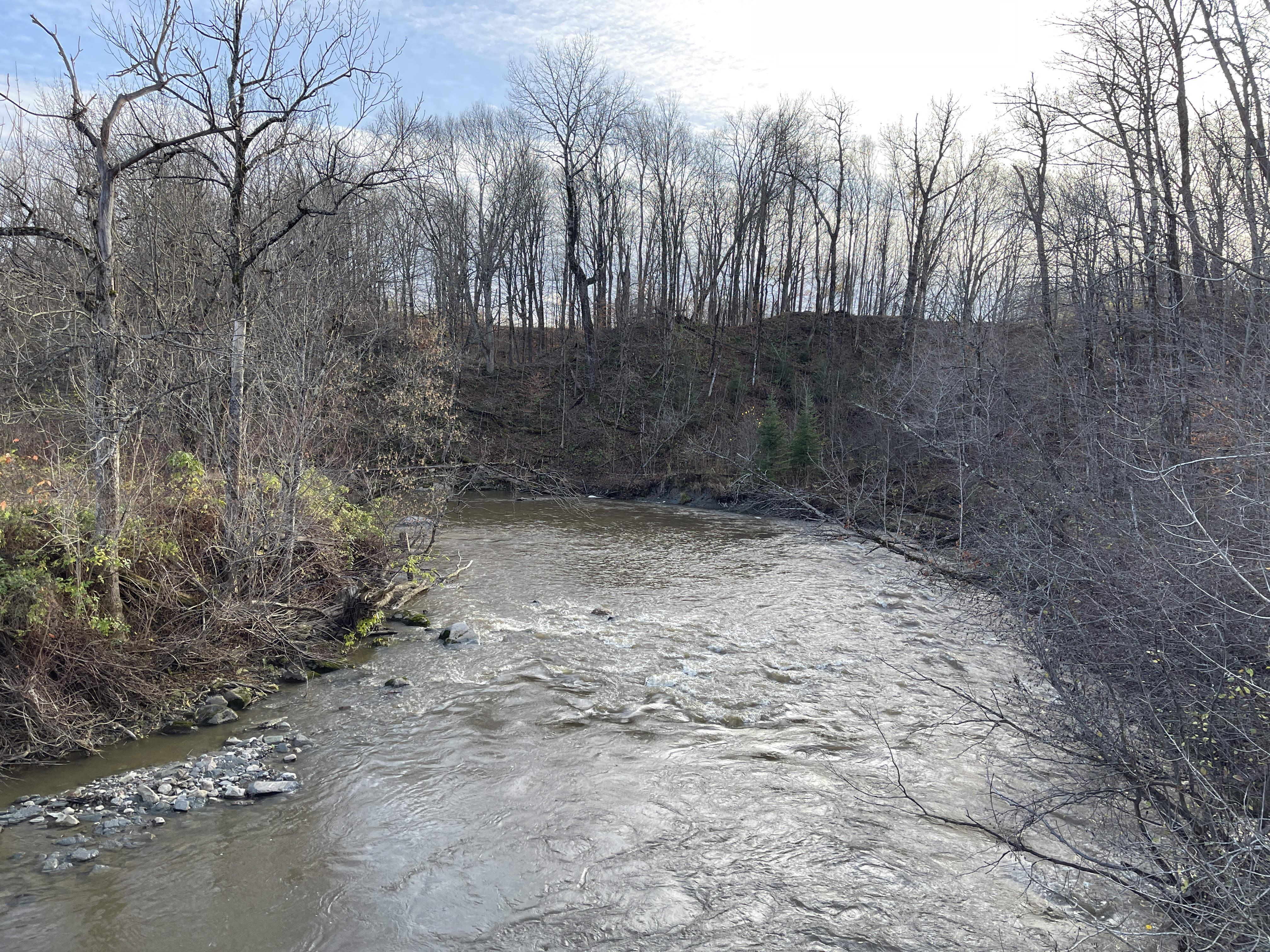
Du P-6048, rang de la Rivière Blanche, Saint-Alban.

## Démographie
| 1981  | 1986  | 1996  | 2001  | 2006  | 2011  | 2016  | 2021  |
| ----- | ----- | ----- | ----- | ----- | ----- | ----- | ----- |
| 1 256 | 1 195 | 1 159 | 1 170 | 1 138 | 1 225 | 1 198 | 1 196 |

## Administration
Les élections municipales se font en bloc pour le maire et les six conseillers.
| Saint-Alban Maires depuis 2003                                                                                       |                 |         |          |
| Élection | Maire           | Qualité | Résultat |
| 2003 | Deny Lépine     |         | Voir     |
| 2005 | Lynn Audet      |         | Voir     |
| 2009 | Lynn Audet      | Voir    |          |
| 2013 | Bernard Naud    |         | Voir     |
| 2017 | Deny Lépine (2) |         | Voir     |
| 2021 | Deny Lépine (2) | Voir    |          |
| Élection partielle en italique Depuis 2005, les élections sont simultanées dans toutes les municipalités québécoises |                 |         |          |